# Zethes nemea
Zethes nemea là một loài bướm đêm trong họ Erebidae.